# Peer Knöfler

Peer Knöfler (2017)

Peer Knöfler (* 25. März 1968 in Hamburg) ist ein Politiker der Christlich Demokratischen Union Deutschlands (CDU), Berufsschullehrer und seit 2017 Abgeordneter im Schleswig-Holsteinischen Landtag.

## Leben
Knöfler wuchs in Hamburg auf und legte dort 1987 sein Abitur ab. Von 1988 bis 1991 absolvierte er eine Ausbildung zum Kfz-Mechaniker und studierte anschließend Berufspädagogik und Sportwissenschaft. Er war zuletzt als Oberstudienrat an einer Berufsschule in Kiel, an den beruflichen Schulen des Kreises Ostholstein in Eutin tätig und wohnt seitdem in Großenbrode.
Knöfler ist verheiratet und hat zwei Töchter und einen Sohn. Knöfler ist evangelischer Konfession.

## Politisches Ehren- und Hauptamt
2002 trat Knöfler in der CDU ein und wurde 2006 Gemeindevertreter in Großenbrode. Seit 2008 ist er Mitglied im Amtsausschuss des Amtes Oldenburg-Land und bis 2018 CDU-Ortsvorsitzender in Großenbrode. Seit 2013 ist Knöfler darüber hinaus Vorsitzender des Bau- und Umweltausschusses der Gemeinde Großenbrode. Von 2013 bis 2019 war er Aufsichtsratsvorsitzender der Großenbroder Tourismus Service und Grundstücks GmbH (GTS). Von 2013 bis 2018 war er Abgeordneter im Kreistag des Kreises Ostholstein und war dort u. a. Mitglied im Ausschuss für Planung und Wirtschaft, im Ausschuss für Bau, Umwelt, Verkehr und Natur, im Fehmarnbelt Komitee und im Fehmarnbelt-Geschäftsausschuss.
Am 7. Mai 2017 gelang ihm bei der Landtagswahl in Schleswig-Holstein 2017 mit 40,6 % der Erststimmen im Landtagswahlkreis Ostholstein-Nord die Eroberung eines Direktmandates und der Einzug als Abgeordneter in den Landtag von Schleswig-Holstein. Er war dort in der 19. Wahlperiode Vorsitzender des Bildungsausschusses, Mitglied im Petitionsausschuss sowie stellvertretendes Mitglied im Wirtschafts- und Europaausschuss und fungierte als Sprecher für Berufliche Bildung und Weiterbildung der CDU-Landtagsfraktion.
Bei der Landtagswahl in Schleswig-Holstein 2022 konnte er mit 46,7 % der Erststimmen im Landtagswahlkreis Ostholstein-Nord erneut über das Direktmandat in den Landtag einziehen.